# 小行星3419
小行星3419（3419 Guth）是一颗围绕太阳公转的小行星。1981年5月8日，拉迪斯拉夫·布羅傑克在克萊季发现了此天体。
这颗小行星的绝对星等为221.15384等。